# Luigi Alippi
Luigi Alippi (Urbino, 9 agosto 1817 – ...) è stato un politico e avvocato italiano.

## Elezione
- X legislatura: Viene eletto deputato nel ballottaggio del 17 marzo 1867 nel collegio di Urbino (Pesaro e Urbino), con voti 187 su 358 votanti.
- XI legislatura: Viene eletto deputato nel ballottaggio del 27 novembre 1870 nel collegio di Urbino (Pesaro e Urbino), con voti 233 su 405 votanti.